# Cathrine Laudrup-Dufour
Cathrine Laudrup-Dufour (2 de janeiro de 1992) é uma ginete dinamarquesa.

## Carreira
Dufour começou a montar aos 5 anos e se juntou à equipe nacional dinamarquesa de adestramento de pôneis aos 12 anos. Ela ganhou várias medalhas nos campeonatos dinamarqueses e europeus de juniores e jovens cavaleiros. Ela estudou Gestão de Lazer e Esportes por um ano na University College Zealand.
Representando a Dinamarca, ela competiu nas Olimpíadas de Verão de 2016 no Rio de Janeiro, onde terminou em 13º lugar na competição individual e 6º na competição por equipes. Nas Olimpíadas de Verão de 2020 em Tóquio, ela terminou em 4º lugar nos eventos de adestramento individual e por equipes.
Ela também representou a Dinamarca nos Jogos Olímpicos de 2024 em Paris, montando o cavalo Freestyle. Ela ganhou uma medalha de prata por equipe e ficou em 5º lugar no estilo livre individual.